# Maryam Blumenthal
Maryam Blumenthal (* 2. Juli 1985 in Teheran, Iran) ist eine deutsche Politikerin (Bündnis 90/Die Grünen). Seit 2025 ist sie Wissenschaftssenatorin der Freien und Hansestadt Hamburg. Von 2021 bis 2025 war sie Vorsitzende von Bündnis 90/Die Grünen Hamburg.

## Leben
Maryam Blumenthal kam 1987 mit ihren Eltern und ihrem Bruder als Flüchtling in die Bundesrepublik. Seit 1998 ist sie Hamburgerin; sie lebte 17 Jahre lang im Stadtteil Steilshoop, bevor sie 2016 nach Volksdorf zog. Sie hat einen Magisterabschluss in Erziehungswissenschaft, Ethnologie und Psychologie. Ihre Abschlussarbeit schrieb sie zum Thema Bildungsbenachteiligung bei Hamburger Schülerinnen und Schülern. Während und nach ihrer Abschlussphase an der Universität Hamburg arbeitete sie als Erzieherin in Kita und Ganztag. Ihr zweites Staatsexamen erwarb sie als Lehrerin in der Beruflichen Bildung in den Fächern Pädagogik und Wirtschaft/Politik. Nach einigen Jahren in der Ausbildung von Erziehern wechselte Blumenthal im Schuljahr 2019/2020 an eine Stadtteilschule.
Schon in jungen Jahren zog es sie zum Basketball, erst viele Jahre als Spielerin, später übernahm sie zunehmend ehrenamtliche Aufgaben und übernahm als Trainerin Kindermannschaften. Sie ist derzeit Mitglied im Aufsichtsrat ihres Heimatvereins, dem Walddörfer SV.
Blumenthal ist verheiratet und hat drei Kinder.

## Politik
Von 2014 bis 2019 war Blumenthal Abgeordnete in der Bezirksversammlung Wandsbek, sozialpolitische Sprecherin der Fraktion, und ab Herbst 2015 Parlamentarische Geschäftsführerin in der Fraktion von Bündnis 90/Die Grünen Wandsbek. 2019 führte sie den Bezirkswahlkampf in Wandsbek als Spitzenkandidatin an und wurde nach einem Ergebnis von 26,3 % von der neuen Bezirksfraktion zur Fraktionsvorsitzenden gewählt.
Von 2017 bis 2021 war sie zudem Kreisvorsitzende im Kreisverband Wandsbek der Grünen. In dieser Funktion handelte sie u. a. 2019 den rot-grünen Koalitionsvertrag maßgeblich aus. Blumenthal ist die erste Grüne, die gleichzeitig Kreis- und Fraktionsvorsitzende in einem Bezirk war. Im Mai 2020 legte sie das Bezirksmandat nieder.
Bei der Bürgerschaftswahl in Hamburg 2020 wurde Blumenthal über den Wahlkreis Alstertal – Walddörfer in die Hamburgische Bürgerschaft gewählt. Von Juni 2020 bis Mai 2021 war sie dort stellvertretende Fraktionsvorsitzende. In der Bürgerschaftsfraktion war sie Sprecherin für Sport sowie für Berufliche Bildung/Ausbildungsberufe. Bei der Bürgerschaftswahl 2025 wurde sie erneut in die Bürgerschaft gewählt. Das Mandat ruht während ihrer Mitgliedschaft im Senat; für sie rückte Mechthild Weber in die Bürgerschaft nach.
Auf einem digitalen Parteitag Ende Mai 2021 setzte sie sich mit 322 zu 211 Stimmen gegen Sina Aylin Demirhan durch und wurde zur Landesvorsitzenden der Grünen in Hamburg gewählt. Die Wahl wurde durch eine anschließende Briefwahl bestätigt. Sie amtierte bis Juli 2025.
Am 7. Mai 2025 wurde Blumenthal im Zuge der Bildung des Senats Tschentscher III zur Senatorin der Behörde für Wissenschaft, Forschung und Gleichstellung gewählt.

## Publikationen
- Bildungsbenachteiligung bei Hamburger Schülerinnen und Schülern und kompensatorische Maßnahmen am Beispiel der Projekte „Bucerius LERN-WERK“ und „Interkulturelles Schülerseminar“